# Муринский сельсовет
Муринский сельсовет — сельское поселение в Курагинском районе Красноярского края.
Административный центр — село Мурино.
В 1989 году из Муринского сельсовета был выделен Кочергинский сельсовет.

## Население
| 2010 | 2012 | 2013 | 2014 | 2015 | 2016 | 2017 |
| ---- | ---- | ---- | ---- | ---- | ---- | ---- |
| 810  | ↘802 | ↘793 | ↘781 | ↘777 | ↘766 | ↘749 |

## Состав сельского поселения
В состав сельского поселения входят 2 населённых пункта:
| № | Населённый пункт | Тип населённого пункта       | Население |
| - | ---------------- | ---------------------------- | --------- |
| 1 | Белый Яр         | деревня                      | 399       |
| 2 | Мурино           | село, административный центр | 411       |

## Местное самоуправление
Муринский сельский Совет депутатов
Дата избрания: 14.03.2010. Срок полномочий: 5 лет. Количество депутатов: 8
Глава муниципального образования
- Плотницкая Нина Алексеевна. Дата избрания: 14.03.2010. Срок полномочий: 5 лет